# Parafia Miłosierdzia Bożego w Ropicy Polskiej
Parafia Miłosierdzia Bożego w Ropicy Polskiej – parafia rzymskokatolicka znajdująca się w diecezji rzeszowskiej w dekanacie gorlickim. Parafię erygowano w 1982 roku.

## Historia
21 lipca 1982 r. bp tarnowski Jerzy Ablewicz wydzielił nową parafię Ropica Dolna (obecnie Ropica Polska) z obszaru parafii pw. Narodzenia NMP w Gorlicach. Obowiązki tworzenia parafii i budowy kościoła powierzono ks. Józefowi Makowskiemu, który został mianowany proboszczem.
Kamień węgielny pod budowę kościoła  poświęcił Jan Paweł II na błoniach krakowskich 22 czerwca 1985 r. Parafia otrzymała zezwolenie na budowę świątyni 10 marca 1985 r. a budowę rozpoczęto 10 kwietnia 1985 r. Autorem projektu kościoła był architekt Zbigniew Gąsior z Gorlic. 31 sierpnia 1986 r. bp Jerzy Ablewicz ordynariusz tarnowski dokonał aktu wmurowania kamienia węgielnego w mury świątyni. Konsekracji kościoła dokonał bp rzeszowski Kazimierz Górny 10 kwietnia 1994 r.
Ropica Polska należała do parafii przy farze gorlickiej, następnie jako samodzielna parafia, nadal w diecezji tarnowskiej w dekanacie gorlickim. Po reorganizacji diecezji w Polsce, od 1992 r. należy do diecezji rzeszowskiej (dekanat Gorlice).

## Proboszczowie
- ks. Józef Makowski (1982−1994)[3]
- ks. Stanisław Makowiecki (1994−2024)[4]
- ks. Tomasz Mężyk (od 2024)[1]